# 安達班巴區 (聖克魯斯省)
6°39′46″S 78°49′02″W / 6.6627°S 78.8173°W
安達班巴區（西班牙語：Distrito de Andabamba），是秘魯的一個區，位於該國北部卡哈馬卡大區的聖克魯斯省，始建於1967年8月21日，面積7.6平方公里，海拔高度2,540米，2005年人口1,865，人口密度每平方公里250人。